# Ramon Tauabo
Ramon Tauabo (* 8. Oktober 1992 in Berlin) ist ein deutscher Handballspieler.
Der Sohn einer Deutschen und eines Mosambikaners begann beim AC Berlin mit dem Handballspielen. 2008 ging er zu den Füchsen Berlin, mit deren zweiter Mannschaft er ab 2011 in der 3. Liga spielte. Zudem war er für die Rückrunde 2011/12 mit einem Zweitspielrecht für den damaligen Zweitligisten 1. VfL Potsdam ausgestattet, für den er in elf Spielen 18 Tore erzielte. In der Saison 2012/13 kam Tauabo zu seinem ersten Einsatz für die Füchse in der Handball-Bundesliga und gehörte außerdem zum Champions-League-Kader der Berliner. Ab dem Sommer 2013 lief der 1,83 Meter große Rechtsaußen für den TuS N-Lübbecke auf. Im August 2017 trennte sich der Verein von ihm.
Ramon Tauabo gehörte zum Kader der deutschen Juniorennationalmannschaft, für die er 19 Länderspiele bestritt, in denen er 26 Tore erzielte.